# Тайфун
Тайфуните (на английски: typhoon, от китайски тай фън – голям вятър) са местното название на тропически циклони, възникващи в западните части на Тихия океан (до 170° и.д.) и североизточната част на Индийски океан на север от екватора.
Премествайки се на запад и северозапад със скорост 10 – 20 km/h тайфуните достигат до бреговете на Индокитай, Китай, Корея. При последващото изменение на направлението им в северна или североизточна посока тяхната скорост често нараства до 30 – 50 km/h (отделни пориви на вятъра могат да достигнат и надхвърлят 100 km/h). Някои от тайфуните достигат до южните части на Япония, а в отделни случаи могат да проникнат до руския Приморски край, Курилските острови и даже до Камчатка, трансформирайки се в извънтропически циклони. Повторяемостта на тайфуните и много по-голяма, от всички останали тропически циклони на Земята. Средногодишно се наблюдават около 30 тайфуна, голяма част от които се развиват до стадия на ураган (скорост на вятъра над 39 km/h), а останалите достигат стадия на тропически щорм. Около 70% от тайфуните се образуват в периода от юли до октомври, когато вътрешнотропическата зона на конвергенция се измества далеч на север в Северното полукълбо. Диаметърът на тайфуните е относително малък (до няколко стотин километра), като в своя център те се съпровождат от ниско или рекордно ниско (под 900 мбар) атмосферно налягане. Те предизвикват силно морско вълнение и са съпътствани с падането на огромно (до няколко стотин mm, в отделни случаи над 1000 mm) количество валежи. В крайбрежните райони на Източна и Югоизточна Азия причиняват разрушения, наводнения и понякога огромни приливни вълни с катастрофални последици.
Регионалното наименование на тропическите циклони в Карибско море и Мексиканския залив е ураган.